# RIKKI
RIKKI（りっき、本名：中野 律紀（なかの りつき）1975年1月19日 - ）は、鹿児島県・大島郡瀬戸内町（奄美大島）出身の女性唄者で、ポップス歌手。

## 略歴
15歳で、日本テレビの「第13回日本民謡大賞」にて、史上最年少でグランプリを獲得。
1993年にBMGビクターより本名の中野律紀でポップス系のアルバム『風の声』でデビュー。合計3枚のアルバムを出してフリーに。
1998年、「RIKKI」の名でアルバム『Miss you Amami』をリリース。中野律紀はデビュー当時、純島唄CD『むちゃ加那』を発表しており、久保田真琴プロデュースの『RIKKI』でもワールド系のアプローチをとったが、この自主制作アルバム『miss you amami』で改めて奄美の島唄とポップスの接点を探った。後にこのアルバムは英語版のブックレットを付けて英国でもリリースされた。
以降、RIKKIの名で3枚のアルバムを発表し、奄美の新しい音楽スタイルを目指している。ルーマニア、モルドヴァ、ASEAN諸国でも演奏した。
他、Sound HorizonおよびLinked Horizonにもボーカルとして参加しており、「お母さん」「ママン」の愛称で親しまれる。
2008年5月末日に双子を出産。

## ディスコグラフィー

### シングル
中野律紀名義
- 『満天の星』（1993年12月1日）
- 『翼をひろげ』（1994年5月1日）
- 『くばの木の下で』（1995年7月5日） ※中野律紀with日出克名義

RIKKI名義
- 『素敵だね featured in FINAL FANTASY X』（2001年7月18日） 
プレイステーション2専用ゲーム『ファイナルファンタジーX』主題歌。
- 『からたち野道 / 朱鷺 -トキ-』(2003年3月19日) ※RIKKI+宮沢和史名義
- Sound Horizon『少年は剣を…』（2006年10月4日）
PC対応MMORPG『ベルアイル』主題歌「神々が愛した楽園 〜Belle Isle〜」のボーカルを担当。
- Sound Horizon『聖戦のイベリア』（2007年8月1日）
「争いの系譜」「石畳の緋き悪魔」「侵略する者される者」のボーカルおよびコーラスを担当。

### アルバム
中野律紀名義
- 『むちゃ加那』（1993年5月21日） 
九州限定発売。2002年に全国で再発売。
- 『風の声』（1993年12月16日）
- 『太陽の下で』（1994年8月24日）
- 『RIKKI』（1995年12月16日）

RIKKI名義
- 『miss you amami』（1998年11月15日）
- 久石譲『千と千尋の神隠しイメージアルバム』（2001年4月4日）
イメージソング「白い竜」のボーカルを担当。
- 『加那鳥 〜カナリア〜』（2001年10月3日）
- 『蜜』（2002年8月21日）
- 『シマウタTRICKLES』（2002年9月25日）
- 『結ぬ島へ -リッキの奄美島唄-』（2005年1月19日）
- Revo（Sound Horizon）『リヴァイアサン 終末を告げし獣』（2005年3月2日）
収録曲のうち「辺境からの生還者」「少女曰く天使」のボーカルを担当。
- Sound Horizon『Roman』（2006年11月22日） 
収録曲のうち「焔」「11文字の伝言」のボーカル、その他コーラスを担当。
- Linked Horizon『ルクセンダルク大紀行』（2012年9月19日）
「Theme of the Linked Horizon」「ルクセンダルク紀行」「虚ろな月の下で［Vocalized Version］」のボーカルを担当。
- Sound Horizon『Nein』（2015年4月22日）
収録曲のうち「涙では消せない焔」のボーカルなどを担当。
- 『あまみの唄あそび RIKKIのくろうさぎはねた』（2017年2月15日）
- 『Shimauta Bass 2』（2022年9月4日）
山口健一郎プロデュースの奄美シマウタ集。「朝花」「塩道長浜」「長雲」「野茶坊」「糸くり」収録。